# Haplopappus bezanillanus
Haplopappus bezanillanus és una espècie de planta fanerògama que pertany a la familia de les asteràcies (Asteraceae).

## Descripció
Haplopappus diplopappus és de base llenyosa. Les fulles són lanceolades amb un marge llis o dentat. La tija floral és llarga, capítols sèssils, solitaris a les axil·les de fulles petites. Les flors són grogues tubulars. El fruit és un aqueni cilíndric densament pubescent, amb un borrissol groguenc.

## Distribució i hàbitat
Haplopappus bezanillanus es troba a la Serralada dels Andes del Xile Central, a les regions de Coquimbo i Valparaíso.
En el seu hàbitat creix a la preserralada andina, en llocs assolellats.

## Taxonomía
Haplopappus bezanillanus va ser descrita per (J. Rémy) Reiche i publicat a Anales Univ. Chile 109: 39, a l'any 1901.
Etimologia.
Haplopappus: nom genèric que deriva de les paraules gregues: kaploos, que significa "simple", i pappos, que significa "plomissol o borrissol", en referència a l'anell únic del borrissol.
bezanillanus: epítet
Sinonímia
- Aster bezanillana	(J.Rémy) Kuntze	Revis. Gen. Pl. 1: 317 (1891)
- Pyrrocoma bezanillana	J.Rémy	Fl. Chil. 4: 65. (1849)[4][5]